# Idaasha (peuple)
Pour les articles homonymes, voir Idaasha.
Les Idaasha constituent une population d'Afrique de l'Ouest vivant au centre-sud du Bénin, dans le département des Collines. Quelques communautés sont en outre établies au Togo, le long de la frontière. Proches des Yoruba du Nigeria, d'où ils sont originaires, ils sont minoritaires au Bénin, dans un environnement surtout peuplé de Fon. Cet enclavement culturel les a conduits à une revendication forte de leur identité.

## Ethnonymie
Selon les sources et le contexte, on observe différentes formes  : Idaca, Idaaca, Idaasa, Idaasha, Idaatcha, Idaca, Idáìtsà ; également Das̩a ou Dassa, notamment dans la littérature coloniale consacrée au Dahomey. Dans ce contexte ils ont été désignés aussi comme « les Nago de Dassa », en référence au groupe « Nago » (ou « Nagots » sous sa forme francisée). 

Les sources anglophones utilisent parfois Sha ou Itsha.

## Localisation

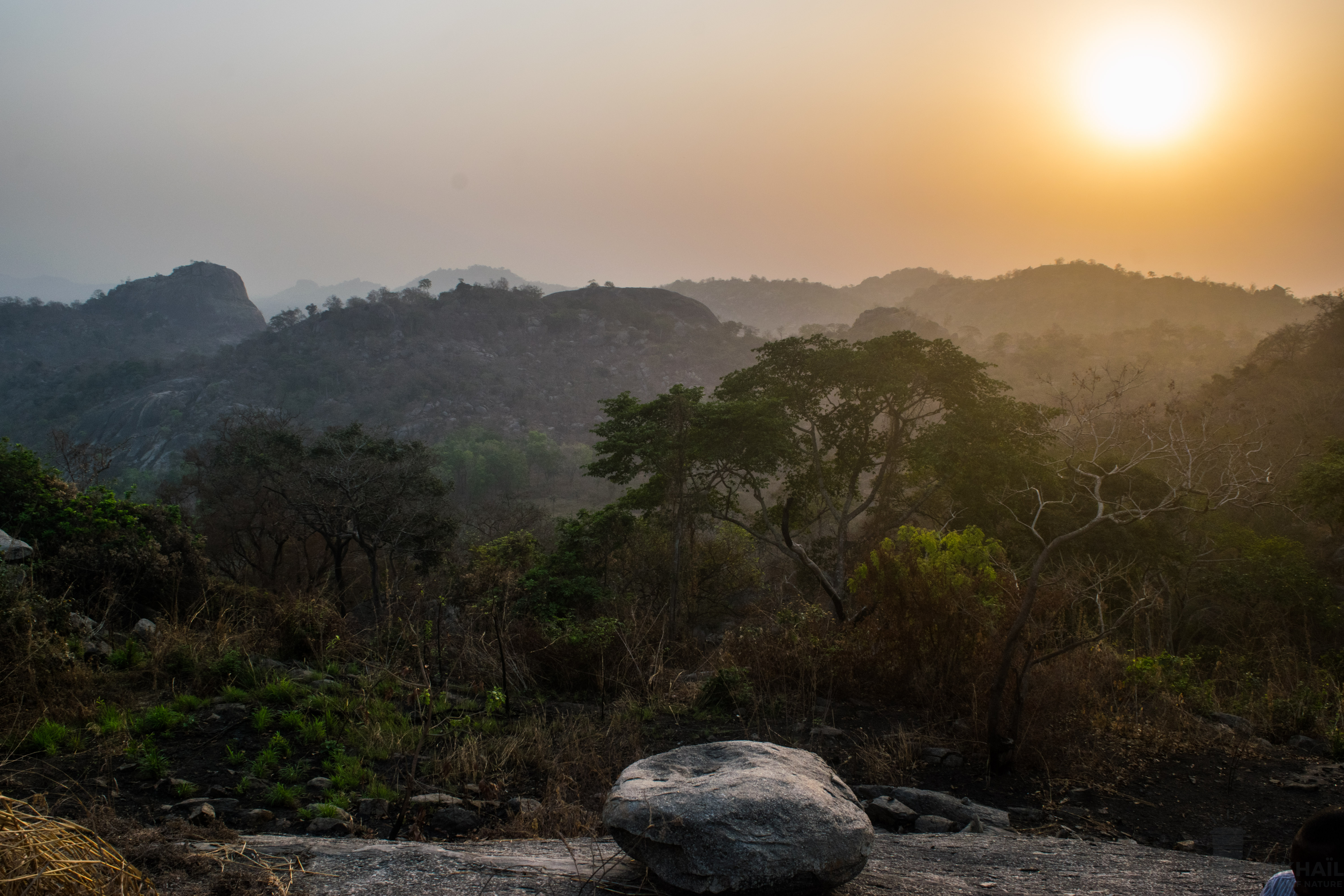
Coucher de soleil sur le « pays des 41 collines » (Glazoué).

Pratiquement à égale distance entre le Togo et le Nigeria, l'aire linguistique idaasha couvre principalement les zones rurales autour de Dassa-Zoumè et Glazoué, au cœur du département des Collines.  De même que ces deux villes, incontournables pour tout déplacement dans le centre du pays, les villages sont pour la plupart alignés le long de la route nationale inter-états 2, donc facilement accessibles.
Dassa-Zoumè (nom actuel d'Igbo-Idaasha) se trouve dans une zone de plaine, sur un terrain relativement accidenté, au pied de deux collines granitiques culminant à 396 m et appartenant à une véritable  chaîne formant un axe nord-sud sur 17 km. Elles sont recouvertes d'éboulis rocheux, de quelques grands arbres et d'une formation herbeuse qui se densifie pendant la saison des pluies. Le pays idaasha tout entier est parfois surnommé « le pays des 41 collines », au pied desquelles se seraient construits 41 villages, selon la tradition ». 

Ces collines – qui ont donné leur nom au département – ont joué un rôle significatif dans l'histoire de la région : c'est là que se sont fixées les populations émigrées du Nigeria.

## Historiographie

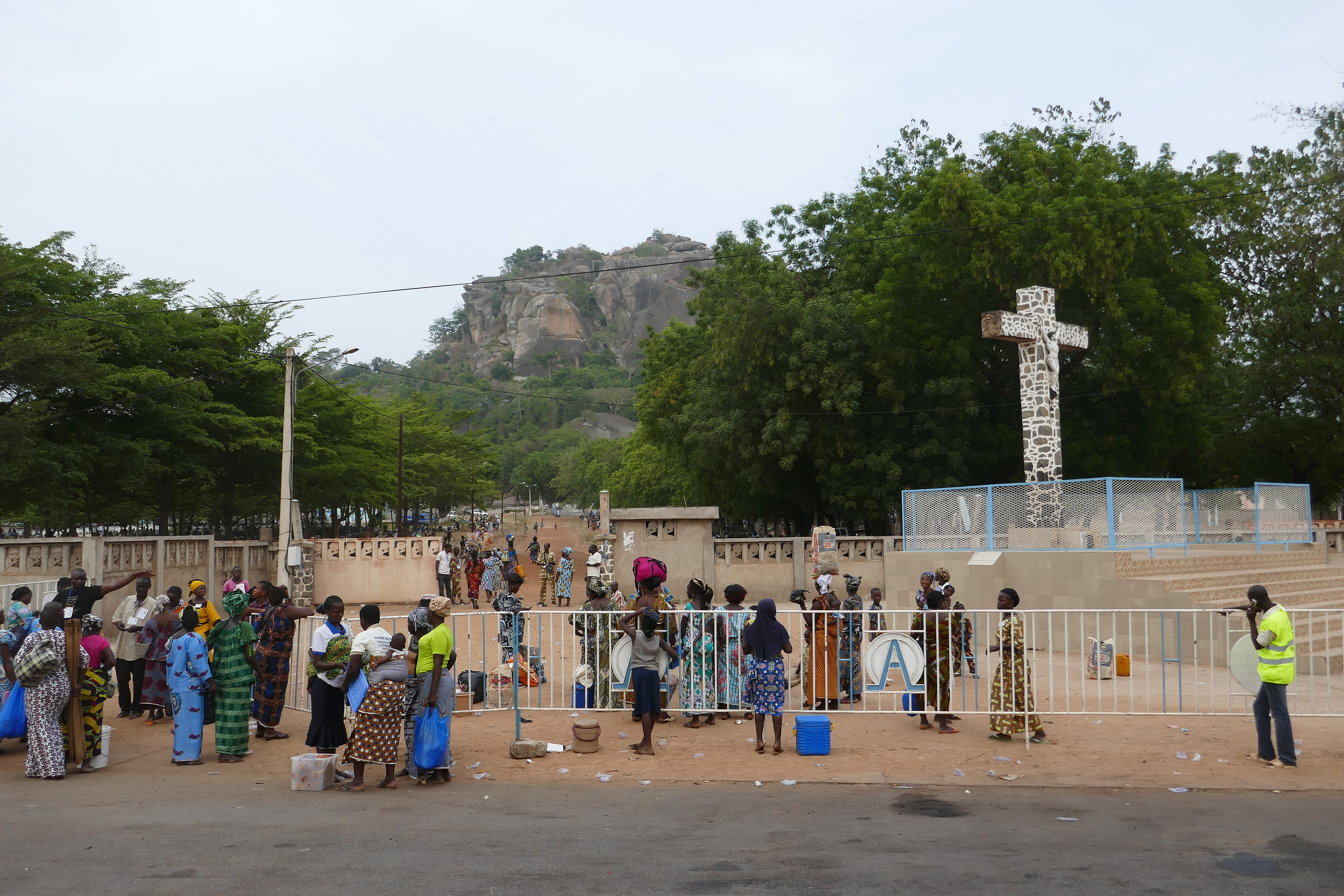
Formation rocheuse dominant le calvaire de Dassa-Zoumè.

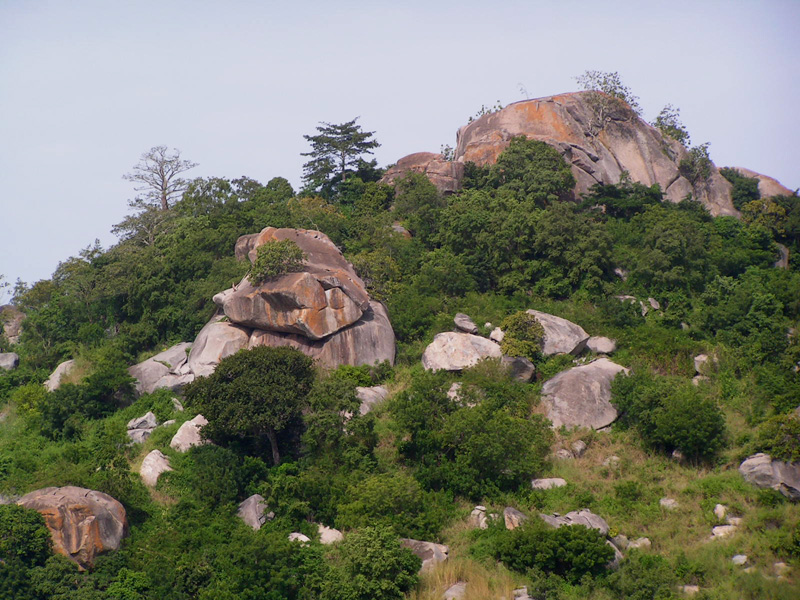
Chaos granitique de Dassa.

Faute de sources écrites, l'histoire ancienne des Idaasha est difficile à établir. Pour des raisons variées souvent liées aux luttes incessantes que se livraient les grands royaumes d'Afrique de l'Ouest, ils seraient arrivés par vagues successives, probablement dès le XVe ou XVIe siècle, des transfuges d'Oyo, de Kétou, des Egba (en) d'Abeokuta, et se mêlèrent à d'autres populations.La fixation définitive de la localité peut être datée du XVIIIe siècle. À la fin du XIXe siècle, marqué par l'impérialisme fon, puis par la colonisation, Igbo-Idasa reste sans souverain pendant plusieurs années après la mort du roi Amoro. On a pu y voir la source de la fierté des Idaasha et de leur esprit d'indépendance.
À partir du moment où le pape Pie IX érige le vicariat apostolique du Dahomey en 1860 et le confie à la Société des missions africaines (SMA), l'histoire locale est assez bien documentée, notamment par le canal de L'Écho des missions africaines de Lyon créé en 1902.

Après l'indépendance plusieurs thèses et mémoires soutenus au Bénin, en Côte d'Ivoire ou en France approfondissent le sujet.

Des travaux universitaires plus récents (2004, 2013) se montrent plus audacieux et abordent la thématique de l'esclavage, moins étudiée jusque là en pays idaasha qu'au Danxomè. À Igbo Idaasha on avait recours à des esclaves, souvent des « asociaux », pour les travaux domestiques et champêtres, mais ils ne représentaient qu'un faible pourcentage de la population : ce n'était pas vraiment une société esclavagiste. 

En revanche leur territoire a constitué un terrain de chasse à l'homme pour le royaume voisin du Danhomè qui participait à la traite des Noirs du XVIIIe au XIXe siècle en vendant des esclaves aux négriers. Les Idaasha ont alors tenté d'échapper aux razzias en trouvant refuge dans les nombreuses grottes de la région et en utilisant les blocs de pierre comme projectiles contre les assaillants. D'autres se sont enfuis vers plusieurs localités du Togo, telle Atakpamé. Les conséquences de l’esclavage sur le royaume d'Igbo-Idaasha continuent d'être explorées, notamment le déclin de la population, les transformations de la langue et des toponymes, celles des relations matrimoniales, mais surtout l'hostilité tenace des Idaasha envers les Fon d’Abomey, vus comme des « bêtes sauvages » (Eran oko). Cette animosité est souvent instrumentalisée dans l'arène politique.

Une autre piste de recherche concerne les éléments communs confirmant la parenté des Idaasha avec les Yoruba, tels que les divinités ou les tatouages faciaux.

## Population
Une estimation précise de leur nombre reste difficile. Une étude de 1957 évalue la population à 25 000 personnes (pour le Dahomey). Un article publié en 1974 les présente comme « largement majoritaires parmi la population de la sous-préfecture de Dassa-Zoumè (environ 40 000 personnes sur 64 000) ».
Le recensement de 1992 au Bénin a permis de croiser des données de nature différente. D'une part on a dénombré 75 404 personnes appartenant au groupe ethnique Idaasha. D'autre part les enquêtes menées auprès des chefs de village ont abouti à un nombre de locuteurs de l'idaasha un peu moins élevé, soit 61 874, y compris dans les localités présentant une mixité ethnique. Si l'on s'en tient aux villages homogènes du point de vue linguistique, on identifie 29 688 locuteurs. On peut donc considérer qu'au Bénin la population idaasha compte entre 30 000 et 70 000 personnes.

## Langues
Ils parlent l'ede idaasha, une langue yoruboïde du continuum linguistique ede dont le nombre total de locuteurs a été estimé à 162 000 en 2016.
D'un point de vue numérique, linguistique et culturel, c'est une communauté minoritaire dans un pays où les Fon constituent le groupe ethnolinguistique le plus important. Historiquement le roi des Fon était l'ennemi juré du roi des Dassa, qui vivaient en état permanent d'alerte et avaient fini par se réfugier sur les collines rocheuses, sorte de forteresse naturelle. 

Cette capitale, nommée « Igbo-Idasa » par la population autochtone, fut rebaptisée « Dassa-Zoumè » à l'ère coloniale – la traduction fon de Igbo-Idasa.
Outre le fon, d'autres langues sont parlées à l'intérieur ou aux abords de leur aire linguistique, telles que le cabe, le mahi, le dendi ou le bariba. Néanmoins, dans la plupart des villages proprement idaasha, on ne rencontre pas de locuteurs de ces langues.